# Choo Young-woo
Choo Young-woo (en hangul, 추영우; RR: Chu Yeong-u) es un actor surcoreano.

## Biografía
Estudia en el departamento de actuación de la Universidad Nacional de Artes de Corea (Korea National University of Arts).

## Carrera
Es miembro de la agencia J,Wide-Company (제이와이드컴퍼니) en Corea del Sur.
En de 2021 se unió al elenco recurrente de la serie Police University donde interpretó a Park Min-kyu, un estudiante de primer año de la academia de la Policía Nacional y el hijo menor de una familia de abogados.
El 24 de noviembre del mismo año se unió al elenco principal de la serie School 2021, donde dio vida a Jung Young-joo, un estudiante transferido con una historia oculta. Originalmente el actor Kim Young-dae interpretaría a Young-joo, sin embargo luego de retirarse del proyecto el papel le fue dado a Young-woo.
En abril de 2025 fue nominado como mejor actor revelación en los premios Baeksang Arts, por su doble papel en El cuento de la dama Ok.

## Filmografía

### Series de televisión
| Año     | Título                  | Personaje                        | Notas             | Ref.                 |
| ------- | ----------------------- | -------------------------------- | ----------------- | -------------------- |
| 2021    | Police University       | Park Min-kyu                     |                   | [ 10 ]               |
| 2021    | You Make Me Dance       | Song Si-on                       | Serie web, 8 ep.  | [ 11 ]               |
| 2021-22 | School 2021             | Jung Young-joo                   | 16 episodios      | [ 12 ]               |
| 2022    | Babel Syndrome          | Ha-neul                          | O'PENing, 1 ep.   | [ 13 ]               |
| 2022    | Érase un amor rural     | Han Ji-yul                       | Serie web, 12 ep. | [ 14 ] [ 15 ]        |
| 2023    | Oasis                   | Choi Cheol-woong                 |                   | [ 16 ] [ 17 ] [ 18 ] |
| 2024-25 | El cuento de la dama Ok | Cheon Seung-hwi/Seong Yoon-gyeom | 16 episodios      | [ 19 ] [ 20 ]        |
| 2025    | Héroes de guardia       | Yang Jae-won                     | Serie web, 8 ep.  | [ 21 ] [ 22 ] [ 23 ] |
| 2025    | Sin piedad para nadie   | Lee Geum-son                     | Serie web         | [ 24 ] [ 25 ]        |
| 2025    | El hada y el pastor     | Bae Gyeon-woo                    |                   | [ 26 ] [ 27 ]        |

## Premios y nominaciones
| Año  | Premios                     | Categoría              | Trabajo                 | Resultado | Ref.                 |
| ---- | --------------------------- | ---------------------- | ----------------------- | --------- | -------------------- |
| 2021 | KBS Drama Awards            | Mejor actor revelación | School 2021             | Nominado  | [ 28 ]               |
| 2021 | KBS Drama Awards            | Mejor actor revelación | Police University       | Nominado  | [ 28 ]               |
| 2025 | 61.os Premios Baeksang Arts | Mejor actor revelación | El cuento de la dama Ok | Ganador   | [ 29 ] [ 30 ] [ 31 ] |